# Dajići
Dajići (cyr. Дајићи) – wieś w Serbii, w okręgu morawickim, w gminie Ivanjica. W 2011 roku liczyła 228 mieszkańców.